# Antonín Zralý
Antonín Zralý (* 18. února 1944) je český politik, počátkem 21. století poslanec Poslanecké sněmovny za KSČM.

## Biografie
Vystudoval Vysokou školu politickou v Praze, kde získal v roce 1982 politicko-ideologický titul RSDr. Od roku 1974 působil v aparátu KSČ, v roce 1988 zastával funkci okresního tajemníka KSČ pro ideologickou práci v Hodoníně.
V senátních volbách roku 1998 neúspěšně kandidoval do horní komory za senátní obvod č. 79 - Hodonín. Získal 18 % hlasů a nepostoupil do 2. kola. Ve volbách v roce 2002 byl zvolen do poslanecké sněmovny za KSČM (volební obvod Jihomoravský kraj). Byl členem sněmovního výboru pro sociální politiku a zdravotnictví. Ve sněmovně setrval do voleb v roce 2006.
V komunálních volbách roku 1994 neúspěšně kandidoval do zastupitelstva města Strážnice za KSČM. Zvolen sem byl v komunálních volbách roku 1998, komunálních volbách roku 2002 a komunálních volbách roku 2006, neúspěšně kandidoval v komunálních volbách roku 2010. Profesně se k roku 1998 uvádí jako úředník, k roku 2002 coby poslanec, následně jako důchodce.